# Bildhauerei

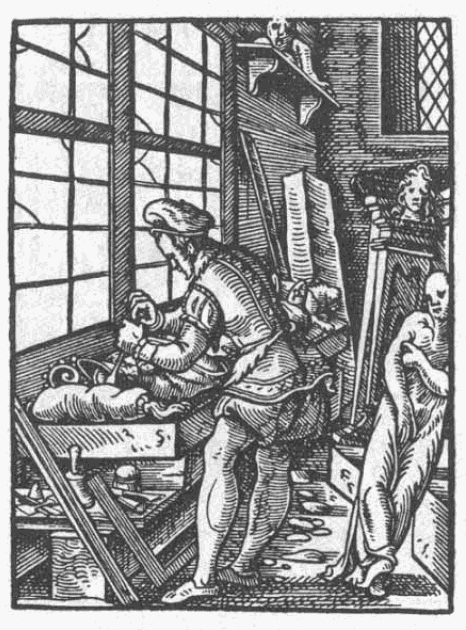
Bildhauer, Holzschnitt von Jost Ammann, 1586

Der Begriff Bildhauerei umfasst das ganze Feld der Herstellung von Skulpturen und Plastiken in Kunst und Kunsthandwerk. Das Wort steht allgemein für die Tätigkeit. In der Umgangssprache kann es auch das fertige Kunstwerk bezeichnen („eine gelungene Bildhauerei“) und die Bildhauerkunst insgesamt. Seltener wird eine Werkstatt oder das Unternehmen eines Bildhauers als Bildhauerei bezeichnet.
Ursprünglich war ein Bildhauer ein Handwerker, der das Bild aus dem Stein oder Holz „haute“, also aus dem Material herausschlug. Schon in der Enzyklopädie von Krünitz (18. Jahrhundert) ist aber nachzulesen, dass es nicht nur um eine hauende Tätigkeit geht; er definierte den Bildhauer als Künstler, „der […] Bilder schnitzet, hauet, gräbt und schneidet“. Inzwischen hat sich die Bedeutung erweitert und umfasst meist auch den Bereich modellierend-künstlerischer Arbeit. Beim bildhauerisch-plastischen Arbeiten können heute ganz verschiedene Materialien kreativ bearbeitet und zusammengefügt werden.

## Werkstoff und Technik

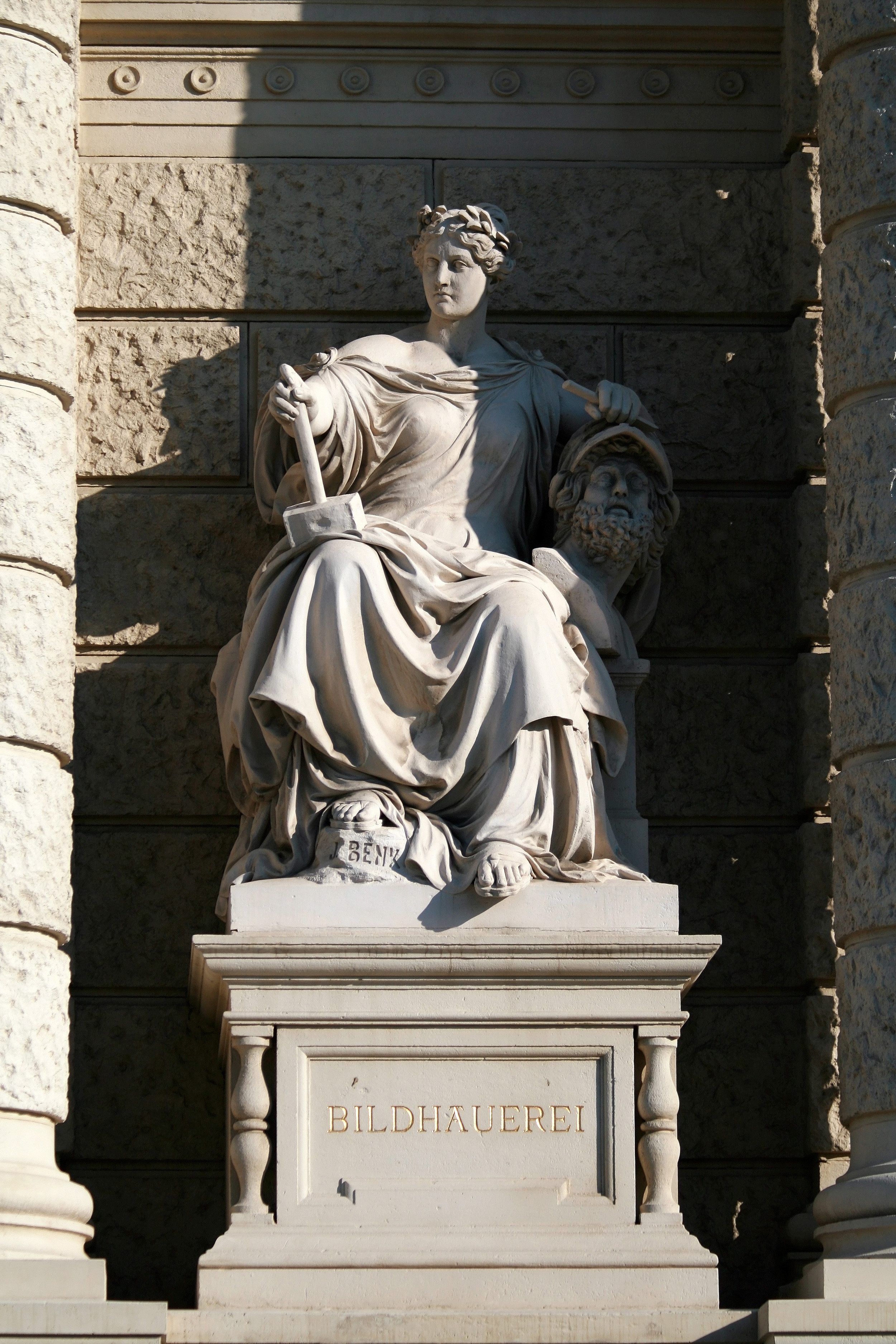
Allegorie der Bildhauerei mit den Attributen Fäustel und Werk,
Skulptur von Johannes Benk am Kunsthistorischen Museum in Wien

Viel augenfälliger als in der Malerei wird in den plastischen Künsten das Material mit seinem jeweils eigenen Charakter zur Geltung gebracht. Es ist Träger von Bedeutungsinhalten wie Dauerhaftigkeit oder Kostbarkeit, es kann Spannung, Härte, Weichheit oder Schärfe ausdrücken, es verhält sich ganz unterschiedlich zu Licht und Raum, auch zeigt es vor allem fast immer überaus deutlich die Spuren der Bearbeitung durch den ausführenden Künstler.
Der Entstehungsprozess einer Skulptur kann Ausführungen in verschiedenen Materialien durchlaufen. Griechische Bronzen wurden von den Römern in Marmor kopiert. Der mittelalterliche Bronzegießer benutzte ein Wachsmodell. Seit der Renaissance diente ein Bozzetto aus Ton, Wachs, Stuck oder Weichholz den Bildhauern als Entwurf. Die Gipsform mit ihrer unbeschränkten Möglichkeit des An- und Abtragens ist eine Vorstufe vieler neuzeitlicher Bronzegüsse.

### Stein

#### Alabaster
Als Alabaster werden einige chemisch unterschiedlich zusammengesetzte Gesteine bezeichnet, die ähnliche Eigenschaften haben. Die weiße Farbe verleiht ihnen Ähnlichkeit mit Marmor, Alabaster ist aber weicher, leichter polierbar und noch durchscheinender als dieser. Im 14. bis 16. Jahrhundert sind in England gefertigte Alabasterreliefs in viele europäische Länder exportiert worden.

#### Marmor

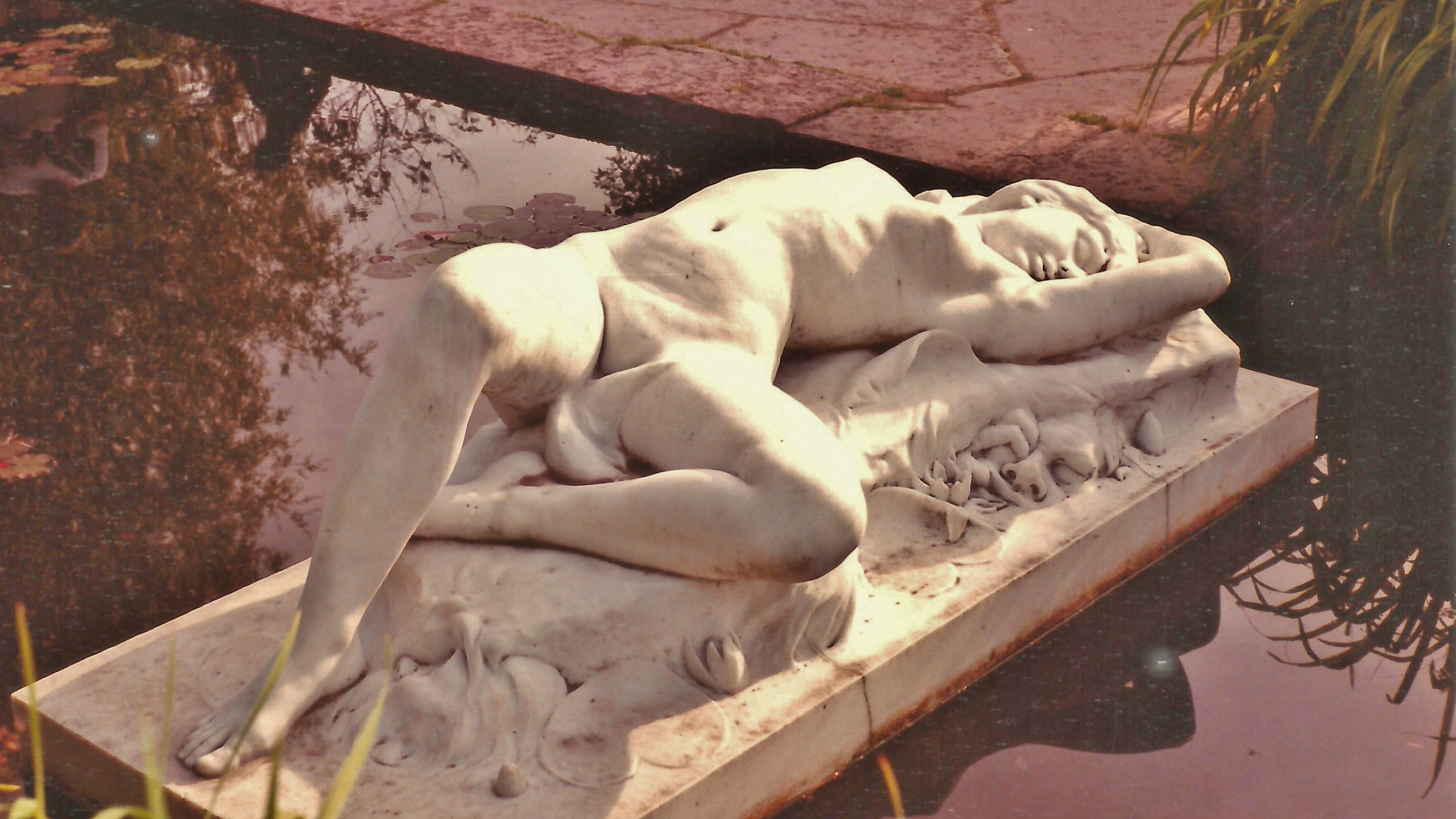
Skulptur in Marmor: Näckrosen (Seerose), Stockholm 1892, von Per Hasselberg (1850–1894); Kopie von 1953 von Giovanni Ardini (Italien) im Rottneros Park bei Sunne in Värmland

Weißer Marmor selbst scheint erstmals auf den Kykladen um 3000 vor Christus bildhauerisch Verwendung gefunden zu haben und bestimmte seitdem in seinen verschiedenen Varietäten die Bildhauerkunst der Antike. Sorten: Naxos-Marmor ist transparent und hat eine grobkristalline Struktur. Auf Paros wird eine leicht grau schimmernde Sorte, aber auch ein körniger, ganz weißer Marmor gebrochen. Athen bezog den Stein oft vom nahegelegenen Pentelikon, seine Farbe tendiert zu einer leicht grauen oder gelblichen („goldenen“) Färbung. Die Römer gewannen weißen Marmor in den Apuanischen Alpen. Dort liegt auch Carrara, dessen blendend weiße Sorte seit dem 13. Jahrhundert wieder von den Bildhauern geschätzt wurde.

#### Kalk- und Sandstein
In Frankreich war Kalkstein, in Deutschland Sandstein das häufigste Material für die gotische Bauplastik.
Die Neuzeit kennt kaum noch Einschränkungen für die Materialwahl der Bildhauer.

#### Harte Minerale für die Glyptik

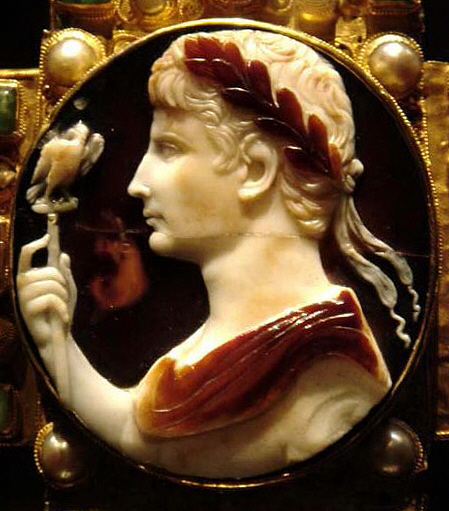
Antiker Augustus-Kameo, Sardonyx als Schmuckstein des Lotharkreuzes. Aachen, Domschatz

Jade ist ein hartes, in allen Schattierungen von Grün erscheinendes Mineral. Es kommt selten in Stücken vor, die größer als etwa 30 Zentimeter sind. Am wichtigsten war Jade in der chinesischen Kultur.
Andere Hartgesteine aus der Familie der Quarze: Karneol, Chalzedon, Hämatit, Achat und andere wurden für die kleinen Kunstwerke verwendet, die Gemmenschneider zu Schmuckstücken und Siegelsteinen verarbeiteten und im kleinen Format oft erstaunliche Beispiele der Reliefkunst schufen. Bei Kameen wurden die unterschiedlichen Schichten der Steine gern für eine farblich unterschiedliche Heraushebung bestimmter Bildelemente benutzt.
Leichter als Hartgestein lassen sich bestimmte Muschelschalen zu Kameen verarbeiteten, so verwendeten italienische Handwerker im 19. Jahrhundert bestimmte Schneckenmuscheln für solche Reliefs.

#### Hartgesteine

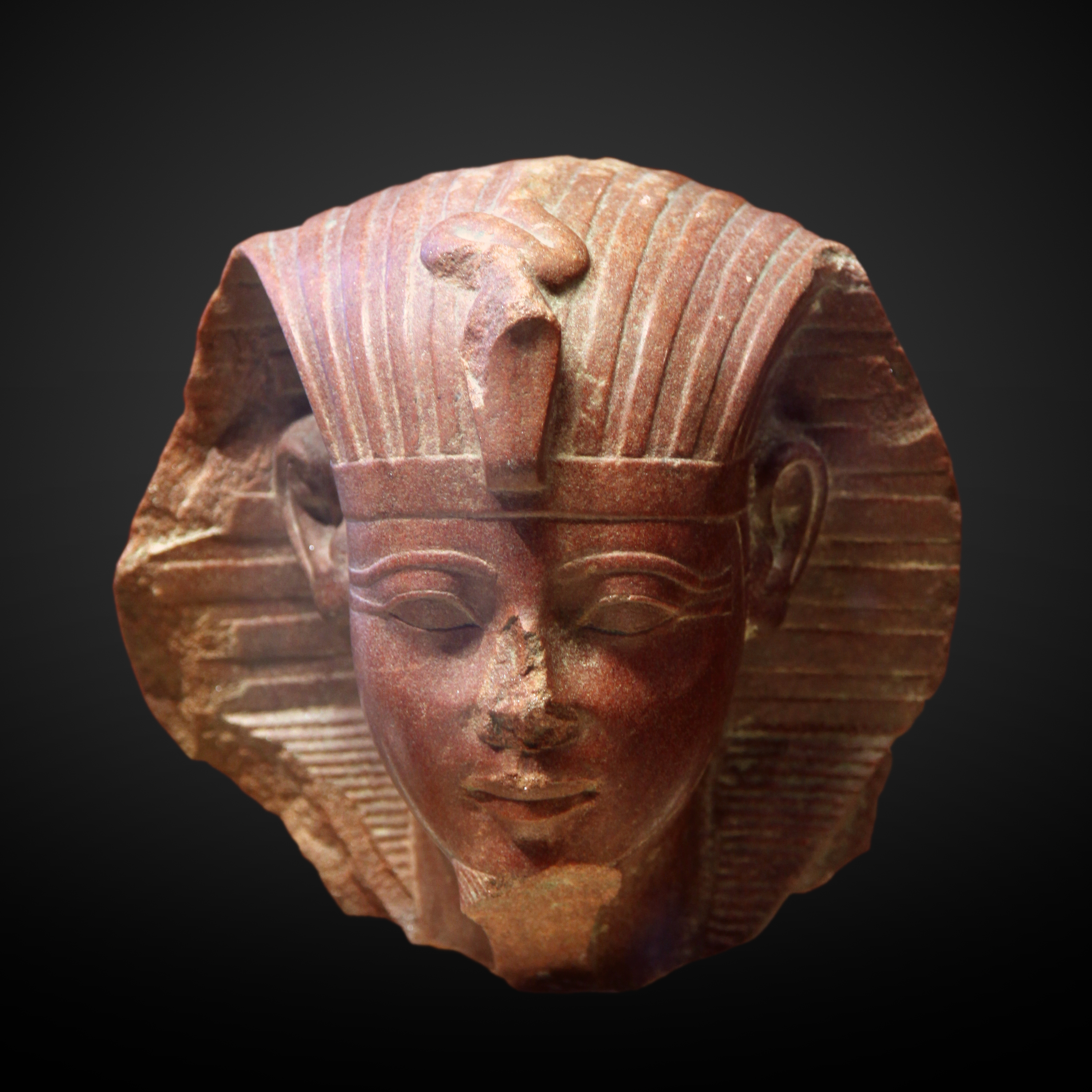
Porphyrkopf des Amenhotep II., Louvre

Im großen Format wurden harte Eruptivgesteine wie Granit, Porphyr oder Diorit für Herrscherdarstellungen in der ägyptischen Kunst verwendet. Ein anderes historisches Zentrum war Südindien.
Porphyr wurde in der römischen Kaiserzeit nur für dekorative und architektonische Elemente benutzt. Die berühmten Tetrarchen vom Markusdom in Venedig aus dem vierten Jahrhundert sind als Skulpturen eine Ausnahme, zumal die Gewinnung im fünften Jahrhundert eingestellt worden war und erst in der italienischen Renaissance des 16. Jahrhunderts vereinzelt wiederentdeckt wurde. Porphyr lässt sich nur schleifen, aber kaum mit dem Meißel bearbeiten.
In der Moderne, in der technische Hilfsmittel zur leichteren Bearbeitung zur Verfügung stehen, werden Granit und ähnlich widerstandsfähige Steine gern als dauerhaftes Material für Skulpturen im Freien benutzt.

### Hartkohle
In Dautmergen gebrochene Hartkohle wurde geschnitzt und poliert als Gagat gehandelt. Bereits in der Hallstattzeit waren Gagatarmbänder in Dautmergen  gebräuchlich.

### Wachs
Die Geschichte der Wachsplastik (Ceroplastik) hat Vorläufer in der Herstellung von Bronzegüssen im Wachsausschmelzverfahren, bei dem eine feucht aufgetragene hitzebeständige Masse (z. B. Ton) eine Wachsplastik dicht umhüllt, welche beim Einguss von flüssigem Metall wegschmilzt und formgetreu vom erkaltenden Erz ersetzt wird. Diese Technik erlaubt feinste Detaillierung und jede Form von Durchbrüchen und Hinterschneidungen.
Seit der Renaissance wurde Wachs gerne als Material für Bozzetti, kleine plastische Entwurfsskizzen gewählt. Da Wachs besonders geeignet ist, die Hautoberfläche täuschend ähnlich wiederzugeben, lag eine Verwendung für Bildnisbüsten nahe (z. B. Wachsbüste der Flora), wie sie auch von bedeutenden Künstlern nachweisbar sind. Aus gleichem Grund und seit der gleichen Zeit wurden auch anatomische Präparate aus Wachs gefertigt. Im 18. Jahrhundert widmete sich ein eigener Berufsstand, der Wachsbossierer dieser Kunst. Es entstanden die ersten Wachsfigurenkabinette. Zur Volkskunst gehören plastische Votivgaben aus Wachs.

### Keramische Werkstoffe
Während aus den frühen Hochkulturen von der Schnitzkunst in Holz und Bein nur wenige zufällige Werke erhalten blieben, ist die Situation bei den Plastiken aus keramischem Material, das im Brennofen seine Dauerhaftigkeit bekam, deutlich besser. Herstellungstechnisch können diese Massen sowohl in Modeln (Hohlformen), als auch durch freies Modellieren geformt werden. Berühmt sind die mit Modeln geformten und mit Zinnglasur versehenen mesopotamischen Reliefs des 6. Jahrhunderts vor Chr. (z. B. das Ischtar-Tor). Ein kleineres Format haben die unglasierten Tonwaren Nordindiens aus dem 2. Jahrhundert vor Christus.
Besondere Berühmtheit hat die Kunst der Chinesen, in Ton zu arbeiten, vor einigen Jahrzehnten durch die Entdeckung der Terrakotta-Armee des Mausoleums Qin Shihuangdis (210 v. Chr.) erlangt. Neben dieser monumentalen Anlage aus tausenden lebensgroßen, frei aus Ton modellierten Statuen gab es auch kleinere Figuren, die ebenfalls als Grabbeigaben dienten. Viele davon sind hohle, in zwei Formenhälften gepresste und glasierte Serienprodukte.
Eine ganz ähnliche Herstellungsweise und Funktion wird mit den im Griechenland des 4. und 3. Jahrhunderts beliebten Tanagra-Figuren verbunden. Nicht alle hatten die hohe Qualität der detailreichen Aphrodite Heyl, einer Terrakottafigur des 2. Jahrhunderts v. Chr.
Aus dem Mittelalter gibt es nur vergleichsweise wenige Beispiele von Tonplastik. Bedeutende, aber vereinzelte Altarfiguren entstanden in Mitteleuropa um 1400, eine Massenware dagegen waren kleinformatige Andachtsfigürchen aus weißem Pfeifenton, eine rheinische Spezialität des späten Mittelalters.
Gegenüber diesen unglasierten Beispielen ist die florentinische Tonplastik durch eine weiße, sparsam kolorierte Zinnglasur gekennzeichnet. Luca della Robbia und seine Werkstatt stellen die Hauptvertreter dieses Stils.
Neben diesen „marktgängigen“ Produkten war Ton seit der Renaissance ein beliebter Rohstoff für die Anfertigung von Entwurfsmodellen. Diese Bozzetti mit ihrem unmittelbar die Hand des Künstlers erfahrbar machenden Duktus sind seltene und künstlerisch wertvolle Einzelstücke.
Eine ganz eigene Tradition ist in der Porzellanplastik zu verfolgen. Vorausgegangen war auch hier wieder China, hier waren seit dem 13. Jahrhundert in den Manufakturen auch figürliche Arbeiten entstanden. In Meißen, wo seit 1708 das Porzellan neu erfunden worden war, brachte man seit 1713 auch figürliche Ware auf den Markt. Johann Joachim Kändler in Meißen und Franz Anton Bustelli sind die bedeutendsten deutschen Bildhauer des 18. Jahrhunderts in dieser Technik. Während die Figuren Kändlers und seiner Zeitgenossen meist bemalt (staffiert) wurden, waren Bustellis Werke, wie auch die der klassizistischen Modelleure oft weiß gelassen und sollten so an Elfenbein und Marmor erinnern, ein Effekt, der im Biskuitporzellan durch unglasiert bleibende Oberflächen noch gesteigert wurde. Die frühe Porzellanplastik entstand durch Formpressen einzelner Teile, die vor dem Brand zusammengefügt und aneinandermodelliert wurden. Dann, seit der zweiten Hälfte des 18. Jahrhunderts nutzt man eine Gießtechnik: in eine Gipsform wird eine dünnflüssige Porzellanaufschwemmung gegossen, deren feste Bestandteile sich an der Form als dicke Schicht anlegen und als hohle Gebilde zum Brennen entnommen werden können.

### Metall
Das plastische Arbeiten in Metall benutzt sehr unterschiedliche Techniken. So kann eine Form aus geschlagenen („getriebenen“) Blechen heraus modelliert werden. Kleine, schmuckhafte Reliefs sind so entstanden wie auch monumentale Denkmäler, z. B. die Freiheitsstatue, die Quadriga auf dem Brandenburger Tor oder das Hermannsdenkmal.
Ganz anders entsteht ein Metallguss. Das Gießen ist prinzipiell mit allen Metallen möglich.
- Das bevorzugte Gussmaterial für Bildhauer ist von jeher die Bronze, siehe Bronzeguss.[12]
- Man kennt künstlerische Beispiele für den Guss aus Messing und Zinn sowie Massenprodukte aus Zink.
- Silber lässt sich weniger gut gießen, größere Skulpturen aus diesem Material sind meist getrieben.
- Gusseisen ist selten im großen Format zu Plastiken gegossen  worden, Reliefs und Schmuck aus Eisenkunstguss waren eine Modeerscheinung um 1810–1840.

In der Bildgießerei wird ein Bildhauermodell benötigt, das aus Ton, Wachs, Gips oder anderen Stoffen bestehen kann. Beim Guss wird in den Kunstgießereien zunächst eine Gussform auf der Basis des vom Bildhauer entworfenen Modells angefertigt, die mit dem flüssigen Metall so ausgefüllt wird, dass eine Hohlform entsteht. Mögliche Verfahren für den nächsten Schritt sind das Wachsausschmelzverfahren und die sogenannte verlorene Form (siehe auch Sandformverfahren).
Galvanische Verfahren zur Herstellung von Plastiken haben mit der Gusstechnik die Notwendigkeit eines zugrundeliegenden Modells gemeinsam, das weitere Verfahren ist jedoch gänzlich anders (siehe Galvanoplastik).
Ein technisch uneingeschränkter Umgang in der Verwendung fester Metalle ist seit Jahrzehnten in der Metallbildhauerei zu beobachten.

## Ausbildung

### Allgemeinbildende Schulen
In allen allgemeinbildenden Schulen werden im Fach Kunst und bei Projekten erste Kenntnisse in der Bildhauerei vermittelt. Die Lehrkräfte haben als Fachlehrer nach mindestens einjähriger Berufspraxis ein staatliches Seminar, als technische Lehrer eine Berufsausbildung, Ausbildereignungsprüfung und Weiterbildungen oder als wissenschaftliche Lehrer ein Studium an einer Hochschule oder Akademie absolviert.

### Gesellenprüfung Holzbildhauer
In manchen Schulen werden Klassen zu Holzbildhauern ausgebildet.

### Berufsfachschulen Holzbildhauer
Berufsfachschulen bieten eine dreijährige Ausbildung zum Holzbildhauer mit abschließender Gesellenprüfung an: allgemeine Berufsschulfächer, Kunstmarkt, Skulpturarbeit, Bildhauerei, Schnitzen, Modellieren, Abformtechniken, Gips-, Silikon-, Polyester- und Betonguss, Keramik, Präsentation, Ausstellungskonzeption, Bemalen, Versilbern, Vergolden von Figuren, Holzkunde, Materialkunde, Werkzeugkunde, Oberflächengestaltung, Werkstoffe und deren Bearbeitung, Gegenwartskunst, Freihandzeichnen, Kalligrafie, Gebrauchsschriften, Präsentation, Fotografie, Medien digitale Bildbearbeitung, Kataloge, Ausstellungsplakate, Technisches Zeichnen, Kunstgeschichte, Schreinern, Drechseln, Verleimung, Aktzeichnen, Grafik, Steinbearbeitung, Metallbearbeitung und Schweißen.

### Berufsschulen Steinbildhauer
Die dreijährige duale Ausbildung teilt sich nach zwei Jahren in Steinmetz und Steinbildhauer. Auch im Beruf des Steinmetzes wird die Steinbildhauerei, wie sie in fast allen Betrieben bei Grabgestaltungen zum Einsatz kommt, mit ausgebildet und geprüft. Neben der traditionellen Herstellung wird auch an CNC-Maschinen ausgebildet. In den Ausbildungen wird die Fachkunde zum sicheren Befestigen und Aufstellen der Arbeiten vermittelt und geprüft.

### Hochschulen Akademien
An zahlreichen Hochschulen und Akademien werden Studenten und angehende Lehrkräfte nach einer Eignungsfeststellung ausgebildet.

## Bildhauer von hoher Bekanntheit (Auswahl), chronologisch geordnet

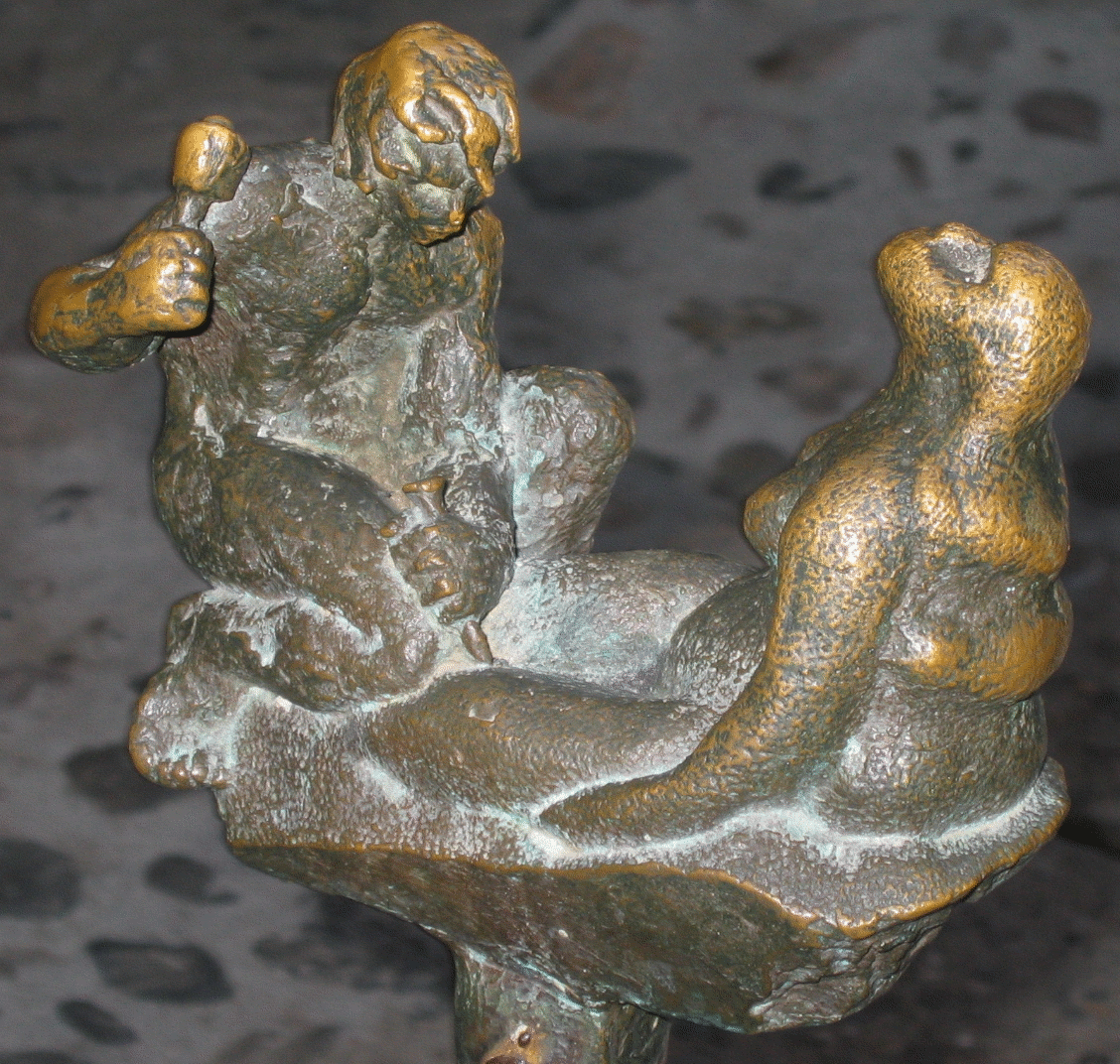
Bildhauer, sein Werk erschaffend

- Phidias (5. Jh. v. Chr.), attischer Bildhauer, maßgebend beteiligt an den Skulpturen des Parthenon, schuf die Zeus-Statue in Olympia (eines der sieben Weltwunder der Antike)
- Polyklet (um 480 v. Chr. bis gegen Ende 5. Jh. v. Chr.), griechischer Bildhauer, bekannt wegen seiner Bronzebildwerke
- Praxiteles (4. Jh. v. Chr.), griechische Spätklassik
- Chares von Lindos, griechischer Bildhauer, erschuf ca. 304–292 v. Chr. den Koloss von Rhodos (eines der sieben Weltwunder der Antike) als Bronzeguss
- Niccolò Pisano (1205/07–1278), Vertreter der mittelalterlichen Bildhauerei in Italien
- Donatello (um 1386–1466), italienische Frührenaissance
- Veit Stoß (um 1447–1533), deutsche Spätgotik
- Giovanni Antonio Amadeo (1447–1522), italienische Renaissance
- Tilman Riemenschneider (1460–1531), deutsche Renaissance
- Michelangelo (1475–1564), italienische Hochrenaissance
- Benvenuto Cellini (1500–1571), italienischer Manierismus
- Gian Lorenzo Bernini (1598–1680), italienischer Barock
- Antonio Canova (1757–1822), italienischer Klassizismus
- Johann Gottfried Schadow (1764–1850), deutscher Klassizismus
- Bertel Thorvaldsen (1770–1844), dänischer Bildhauer, europäischer Klassizismus
- Frédéric-Auguste Bartholdi (1834–1904), französischer Bildhauer, Schöpfer der Freiheitsstatue
- Auguste Rodin (1840–1917), Wegbereiter der modernen Bildhauerei in Frankreich
- Aristide Maillol (1861–1944), Wegbereiter der modernen Bildhauerei in Frankreich
- Camille Claudel (1864–1943), französische Bildhauerin
- Käthe Kollwitz (1867–1945), deutsche Bildhauerin, Malerin und Grafikerin
- Ernst Barlach (1870–1938), deutscher Bildhauer, Vertreter des Realismus und Expressionismus
- Constantin Brâncuși (1876–1957), rumänischer Bildhauer, Wegbereiter der modernen Plastik
- Wilhelm Lehmbruck (1881–1919), deutscher Bildhauer
- Hans Arp (1886–1966), deutsch-französischer Bildhauer, Maler und Schriftsteller
- Augusta Savage (1892–1962), US-amerikanische Bildhauerin
- Alexander Calder (1898–1976), US-amerikanischer Bildhauer, kinetische Kunst
- Henry Moore (1898–1986), britischer Bildhauer, Durchbruch zur Abstraktion
- Marino Marini (1901–1980), italienischer Bildhauer
- Alberto Giacometti (1901–1966), schweizerischer Bildhauer, bedeutender Vertreter der Plastik des Surrealismus
- Fritz Wotruba (1907–1975), österreichischer Bildhauer, exponierter Vertreter geometrischer Abstraktion
- Remo Rossi (1909–1982), schweizerischer Bildhauer
- Eduardo Chillida (1924–2002), baskischer Bildhauer
- Jean Tinguely (1925–1991), schweizerischer Maler und Bildhauer, ein Hauptvertreter der Kinetischen Kunst
- Sol LeWitt (1928–2007), US-amerikanischer Bildhauer, ein Hauptvertreter des Minimalismus
- Alfred Hrdlicka (1928–2009), österreichischer Bildhauer, Maler und Graphiker, der vor allem in Deutschland tätig war
- Nag Arnoldi (1928–2017), schweizerischer Kunstmaler und Bildhauer
- Niki de Saint Phalle (1930–2002), französische Bildhauerin und Malerin
- Fernando Botero (1932–2023), kolumbianischer Maler und Bildhauer
- Richard Serra (1939–2024), US-amerikanischer Bildhauer, führender Vertreter des Minimalismus in der Plastik
- Bruce Nauman (* 1941), US-amerikanischer Bildhauer und Konzeptkünstler
- Anish Kapoor (* 1954), indischer Bildhauer, Vertreter der Monumentalkunst